# Tokyo Skytree
Tokyo Skytree (東京スカイツリー Tōkyō Sukaitsurī) là một tháp phát sóng, nhà hàng và đài quan sát tại quận Sumida của thủ đô Tokyo, Nhật Bản. Tháp là cấu trúc cao nhất tại Nhật Bản từ năm 2010 và đạt đủ độ cao là 634,0 mét (2.080 ft) vào tháng 3 năm 2011, do vậy trở thành tháp cao nhất trên thế giới, thay thế tháp Quảng Châu, và là cấu trúc cao ba trên thế giới sau Burj Khalifa (829.8 m/2,722 ft) và Merdeka (678, 9m/2, 080 ft).
Tháp là nơi phát sóng truyền hình và phát thanh chủ yếu cho khu vực Kantō; tháp Tokyo không còn hoàn thành phát sóng truyền hình kỹ thuật số mặt đất được bao quát do có nhiều tòa nhà cao nằm quanh tháp. Tokyo Skytree được hoàn thành vào ngày 29 tháng 2 năm 2012, và khai trương trước công chúng vào ngày 22 tháng 5 năm 2012. Tháp là tâm điểm của một phát triển thương nghiệp lớn được tài trợ từ Tobu Railway và một nhóm gồm sáu đài phát thanh-truyền hình mặt đất do NHK đứng đầu.

## Thiết kế
Thiết kế cho Tokyo Skytree được công bố vào ngày 24 tháng 11 năm 2006, dựa trên ba quan niệm sau đây:
- Dung hợp thiết kế tân vị lai[8][9] và vẻ đẹp truyền thống của Nhật Bản,
- Xúc tác cho phục hưng thành phố,
- Đóng góp cho phòng ngừa động đất – "An toàn và An ninh".

Phần chân tháp là một cấu trúc tương tự một kiềng ba chân; từ độ cao khoảng 350 m (1.150 ft) trở lên, cấu trúc tháp có hình trụ để tạo góc quan sát toàn cảnh sông và thành phố.
Có các đài quan sát tại độ cao 350 m (1.150 ft) với sức chứa lên tới 2000 người, và tại độ cao 450 m (1.480 ft) với sức chứa 900 người. Đài quan sát phía trên là một đường tản bộ không gian có hình xoắn ốc, che bằng kính, du khách đi quãng đường có độ cao chênh tổng cộng 5 mét đến điểm cao nhất của tầng trên. Một đoạn sàn bằng kính tạo cho du khách một góc quan sát thẳng xuống bên dưới.
Tokyo Sytree chống được động đất, gồm một trục trung tâm làm bằng bê tông cốt thép. Trụ chính gắn với cấu trúc ở phía ngoài đến độ cao 125 mét (410 ft) từ mặt đất. Từ đó cho đến độ cao 375 mét (1.230 ft) trụ gắn với khung tháp bằng các bộ giảm chấn dầu, đóng vai trò như đệm trong một trận động đất. Theo những nhà thiết kế, các bộ giảm chấn dầu có thể hấp thu 50% năng lượng từ một trận động đất.
Khung lưới bên ngoài được sơn một màu với tên chính thức là "trắng Skytree". Đây là một màu căn bản dựa trên một màu trắng hơi xanh truyền thống Nhật Bản gọi là "lam bạch" aijiro (藍白 aijiro).
Thiết kế chiếu sáng được công bố vào ngày 16 tháng 10 năm 2009. Hai mô hình chiếu sáng lấy cảm hứng từ các phạm trù thẩm mỹ cổ điển Nhật Bản, màu thiên thanh Iki (粋, túy) và hồng miyabi (雅, nhã) được sử dụng luân phiên hàng ngày. Tháp được chiếu sáng bằng các đèn LED.

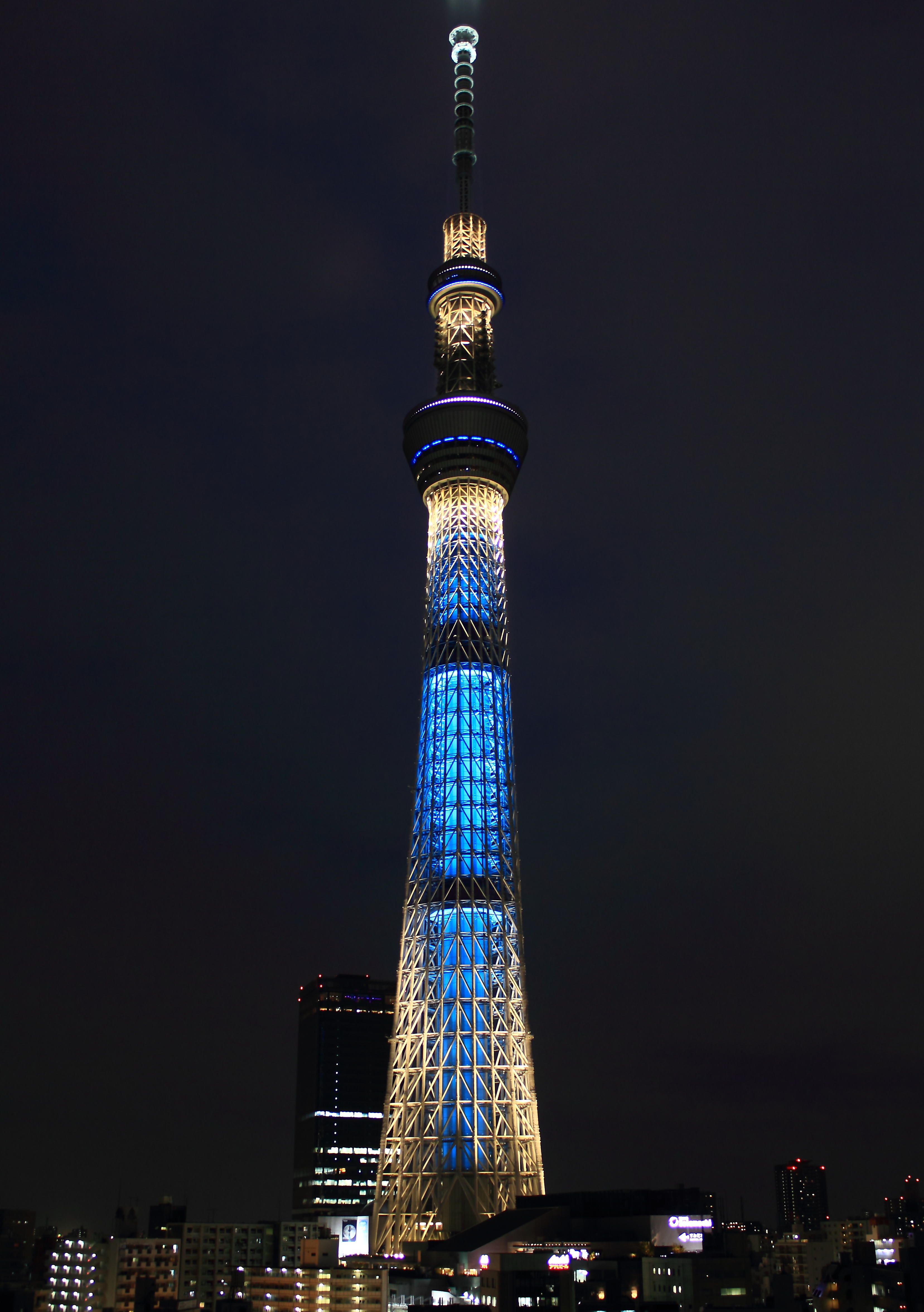
Iki
Miyabi

## Tên gọi và độ cao

Tiết diện của tháp tạo thành một hình tam giác đều trên mặt đất, dần tròn lại để trở thành hình tròn hoàn chỉnh tại độ cao 320 m.

Thu thập ý kiến của đại chúng về danh xưng của tháp được tiến hành từ tháng 10 đến tháng 11 năm 2007. Ngày 19 tháng 3 năm 2008, một ủy ban lựa chọn ra sáu tên ứng cử vào chung kết:
- Tokyo Skytree (東京スカイツリー Tōkyō Sukaitsurī?)
- Tokyo EDO Tower (東京EDOタワー Tōkyō Edo Tawā?)
- Rising Tower (ライジングタワー Raijingu Tawā?)
- Mirai Tower (みらいタワー Mirai Tawā?,  "tháp tương lai")
- Yumemi Yagura (ゆめみやぐら?  "mộng tháp")
- Rising East Tower (ライジングイーストタワー Raijingu Īsuto Tawā?)

Tên chính thức được quyết định trong một cuộc bỏ phiếu toàn quốc, và được công bố vào ngày 10 tháng 6 năm 2008 với chiến thắng của "Tokyo Skytree". Tên gọi này nhận được khoảng 33.000 phiếu (30%) trong số 110.000, tên được số phiếu cao thứ nhì là "Tokyo EDO Tower".
Do tên gọi được quyết định trong tiếng Nhật vốn không có khoảng cách giữa các ký tự, không rõ viết theo tiếng Anh là "Tokyo Skytree" hay "Tokyo Sky Tree". Trang thông tin chính thức của tháp sử dụng "TOKYO SKYTREE" (viết hoa), một thương hiệu được đăng ký trong tiếng Anh, song phiên bản trên biểu trưng thì là "SKY TREE".
Chiều cao 634 m (2.080 ft) được chọn do dễ nhớ. Các con số 6 (mu), 3 (sa), 4 (shi) tạo thành "Musashi", tên cổ của khu vực mà Tokyo Skytree nằm trên.

## Sử dụng phát sóng

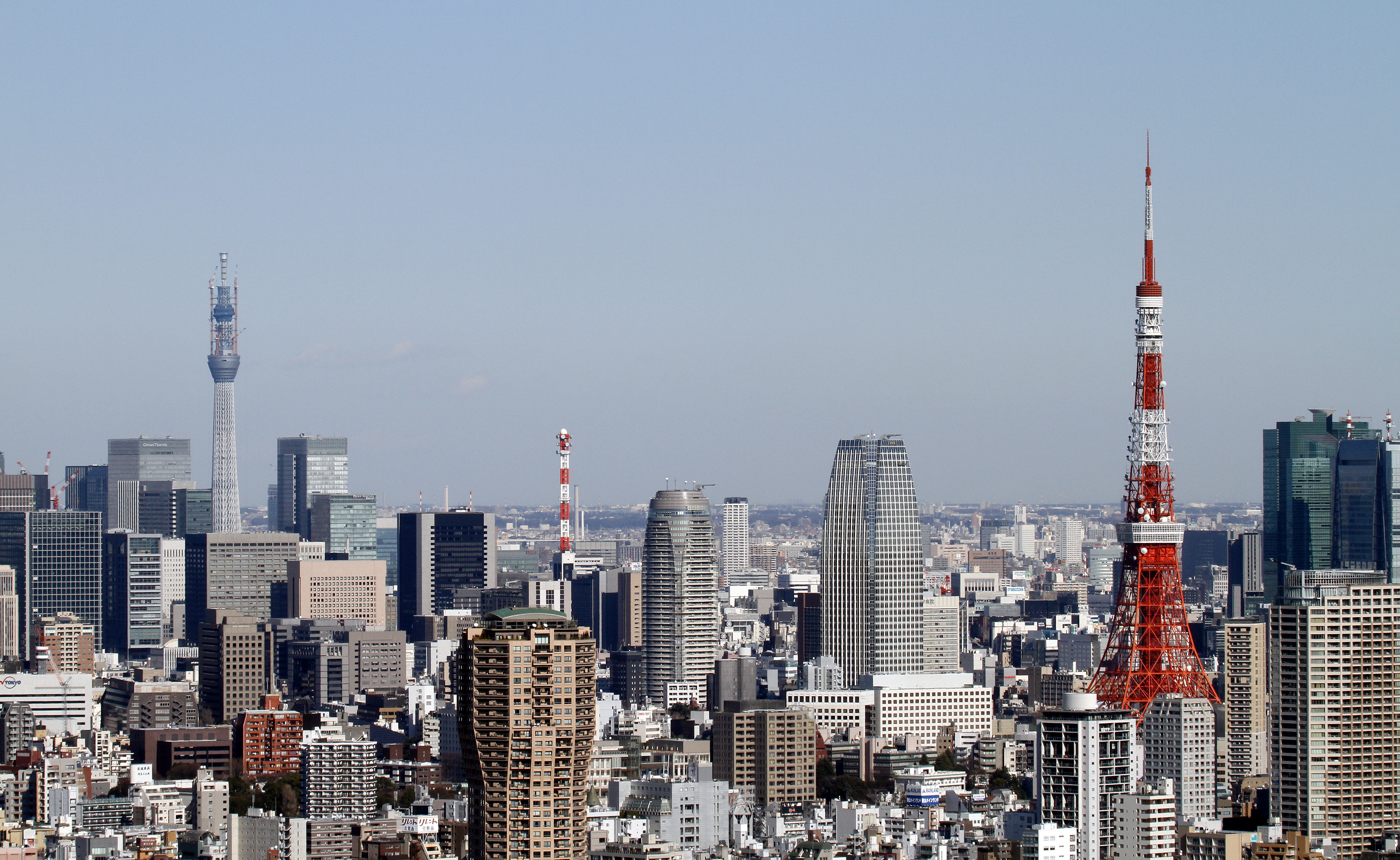
Tokyo Skytree (trái) đang xây dựng vào tháng 1 năm 2011 và tháp Tokyo (phải).

Tokyo Skytree được sử dụng để phát sóng phát thanh-truyền hình và thông tin.
| Kênh | Tên kênh           | Tín hiệu | Công suất tín hiệu | ERP   | Khu vực phát sóng |
| ---- | ------------------ | -------- | ------------------ | ----- | ----------------- |
| 1    | Tổng hợp NHK       | JOAK-DTV | 10 kW              | 10 kW | Tokyo             |
| 2    | Giáo dục NHK       | JOAB-DTV | 10 kW              | 10 kW | Tokyo             |
| 4    | Truyền hình Nippon | JOAX-DTV | 10 kW              | 10 kW | Tokyo             |
| 5    | Truyền hình Asahi  | JOEX-DTV | 10 kW              | 10 kW | Tokyo             |
| 6    | Truyền hình TBS    | JORX-DTV | 10 kW              | 10 kW | Tokyo             |
| 7    | Truyền hình Tokyo  | JOTX-DTV | 10 kW              | 10 kW | Tokyo             |
| 8    | Truyền hình Fuji   | JOCX-DTV | 10 kW              | 10 kW | Tokyo             |

| Tần số   | Tên kênh               | Tín hiệu | Công suất | ERP    | Khu vực phát sóng |
| -------- | ---------------------- | -------- | --------- | ------ | ----------------- |
| 594 kHz  | NHK Radio 1 Tokyo      | JOAK-AM  | 100 kW    | 100 kW | Tokyo             |
| 693 kHz  | NHK Radio 2 Tokyo      | JOAB-AM  | 100 kW    | 100 kW | Tokyo             |
| 82.5 MHz | NHK FM Broadcast Tokyo | JOAK-FM  | 100 kW    | 100 kW | Tokyo             |

## Mốc thời gian

### 2008
- 14 tháng 7 năm 2008: Một lễ kỷ niệm được tổ chức tại địa điểm nhằm đánh dấu khởi công công trình.[19]

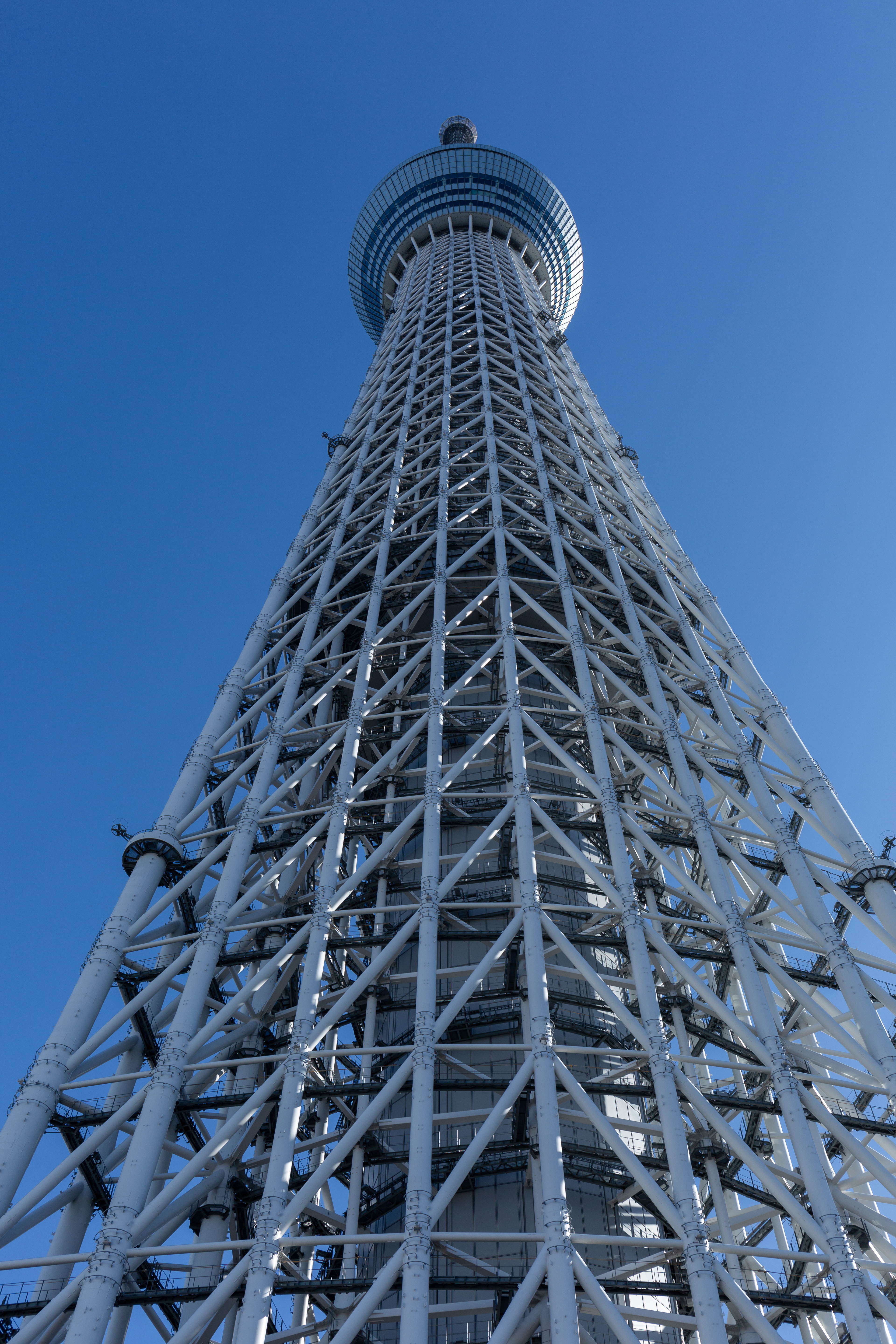
cận cảnh

### 2009
- 6 tháng 4 năm 2009: Móng của ba chân chính hoàn thành.[20]
- 7 tháng 8 năm 2009: Tháp đạt độ cao 100 m.[21]
- 16 tháng 10 năm 2009: Chiều cao theo kế hoạch tăng từ 610 m lên 634 m to để trở thành tháp thép tự lực cao nhất. Ngoài ra, 6-3-4 đọc là Mu-sa-shi theo cách chơi chữ Nhật goroawase.[22]
- 10 tháng 11 năm 2009: Tháp đạt độ cao 200 m.[23]

### 2010
- 16 tháng 2 năm 2010: Tháp đạt độ cao 300 m (980 ft).[24]
- 29 tháng 3 năm 2010: Tháp đạt độ cao 338 m (1.109 ft), trở thành cấu trúc cao nhất tại Nhật Bản.[2]
- 24 tháng 4 năm 2010: Một mô hình có kích thước 1:25 của Tokyo Skytree được khánh thành tại công viên mô hình Quảng trường Thế giới Tobu tại Nikkō, Tochigi.[25]
- 30 tháng 7 năm 2010: Tháp vượt 400 m, đạt độ cao 408 m (1.339 ft).[26]
- 11 tháng 9 năm 2010: Tháp đạt độ cao 461 m, trở thành cấu trúc cao nhất từng được xây dựng tại Nhật Bản, vượt tháp Omega Tsushima cao 455 m xong đã bị tháo dỡ.[27]
- 23 tháng 10 năm 2010: Tháp đạt độ cao 497 m (1.631 ft), hoàn thành lắp ráp các bộ phận chính của tháp.
- 20 tháng 11 năm 2010: Hai bộ giảm chấn khối lượng điều chính với tổng trọng lượng 100 tấn tạm thời được đặt trên đỉnh tháp ở độ cao 497 m.[28][29]
- 1 tháng 12 năm 2010: Tháp vượt qua độ cao 500 m (1.600 ft) và đạt độ cao 511 m (1.677 ft), đánh bại Đài Bắc 101 có độ cao (509 m (1.670 ft)). Một cột thu lôi và hai bộ giảm chấn khối lượng điều chỉnh được đặt để tăng chiều cao cho tháp.[30]
- 16 tháng 12 năm 2010: Bộ Nội vụ và Thông tin phê chuẩn kế hoạch của NHK và năm đài chủ yếu tại Tokyo để thiết lập cơ sở phát sóng của họ trên tháp.[31]
- 18 tháng 12 năm 2010: Ăngten phát sóng cho truyền hình số mặt đất bắt đầu được đặt.

### 2011

Biểu đồ các tháp truyền hình cao nhất trên thế giới.

- 1 tháng 3 năm 2011: Tháp vượt qua mốc 600 m (2.000 ft) và đạt độ cao 604 m (1.982 ft), đánh bại tháp Quảng Châu (600 m (2.000 ft)) và trở thành tháp cao nhất thế giới.[32][33]
- 12 tháng 3 năm 2011: Tháp đạt độ cao 625 m (2.051 ft). Một cuộc kiểm tra toàn diện được tiến hành, tìm kiếm khả năng chịu thiệt hại do động đất tại Đông Bắc và các dư chấn của nó.
- 18 tháng 3 năm 2011: Tháp đạt độ cao cuối cùng là 634 m (2.080 ft) vào lúc 1:34 chiều giờ Nhật Bản.[34]
- 23 tháng 5 năm 2011: Tháo dỡ bốn cần trục tháp tiếp tục cho đến giữa tháng bảy.[35]
- 7 tháng 6 năm 2011: Công bố ngày khánh thành Tokyo Skytree Town và phí vào cửa để lên các tầng quan sát.[36]
- 17 tháng 11 năm 2011: Kỷ lục Guinness Thế giới chứng nhận Tokyo Skytree là tháp đứng tự do cao nhất thế giới.[37]

### 2012
- 29 tháng 2 năm 2012: Hoàn thành xây dựng tháp, chậm hai tháng so với kế hoạch ban đầu do thiếu vật liệu vì tác động của động đất và sóng thần Đông Bắc 2011.[38]
- 2 tháng 3 năm 2012: Một lễ kỷ niệm được tổ chức để đánh dấu hoàn thành với một thầy tế kannushi (thần chủ) và 70 người từ Tập đoàn Tobu, các công ty xây dựng, phát sóng, và công ty khác.[39][40]
- 6 tháng 3 năm 2012: Chiếu sáng lần đầu trong Lễ hội Hotaru Tokyo
- 22 tháng 5 năm 2012: Khánh thành
- 1 tháng 10 năm 2012: Kênh 9 Tokyo MX bắt đầu truyền từ Tokyo Skytree.[41]

## Khánh thành
Khi ngày khánh thành đến gần, nhân dân được ghi nhận là chờ thành hàng trong một tuần để có vé. Đến khi khánh thành, du ngoạn lên tháp được giữ chỗ trước trong hai tháng.  Ngày khánh thành thu hút đám đông hàng vạn người, bất cháp có mưa làm cản tầm nhìn từ tầng quan sát của tháp. Gió mạnh cũng buộc hai thang máy phải ngưng hoạt động, khiến một số du khách mắc kẹt trong thời gian ngắn trên tầng quan sát.
Theo Tobu, 1,6 triệu người thăm Skytree trong tuần đầu tiên. Các cư dân địa phương tường thuật rằng dòng du khách quấy rầy sự yên tĩnh trong cộng đồng của họ, và tạo ít lợi ích kinh tế cho địa phương.

## Quá trình xây dựng

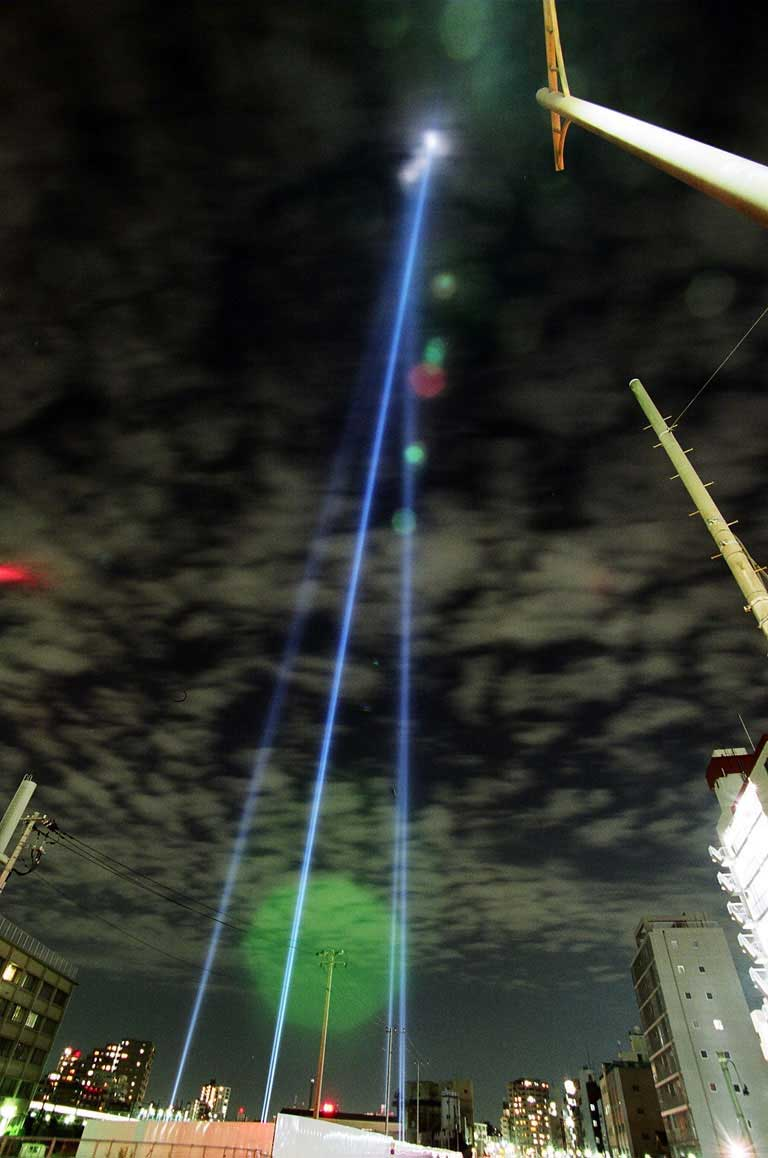
Đèn pha rọi thể hiện chiều cao theo kế hoạch ban đầu là 610 m, 6 tháng 10 năm 2007
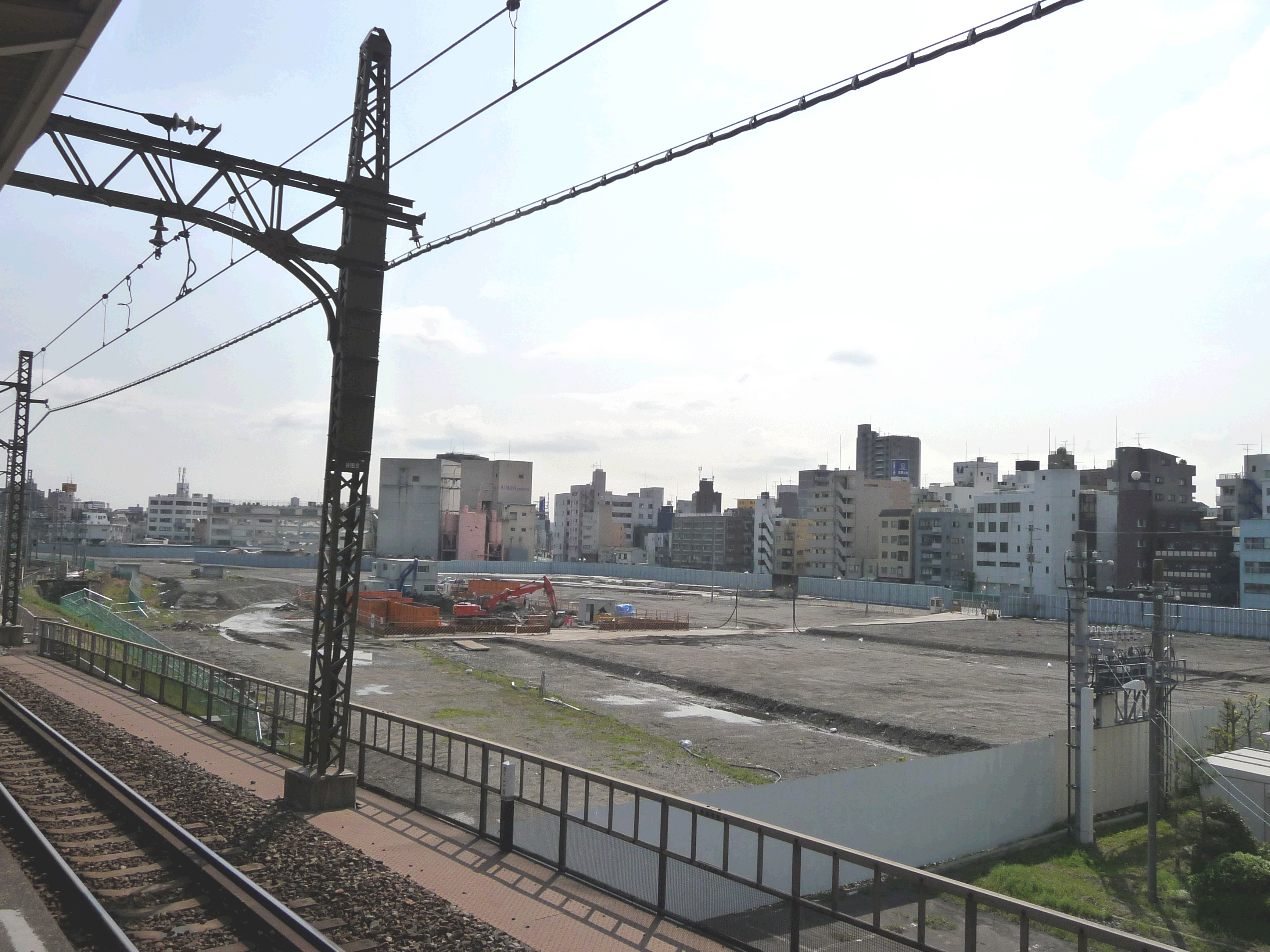
Địa điểm chuẩn bị xây dựng tháp, 12 tháng 4 năm 2008
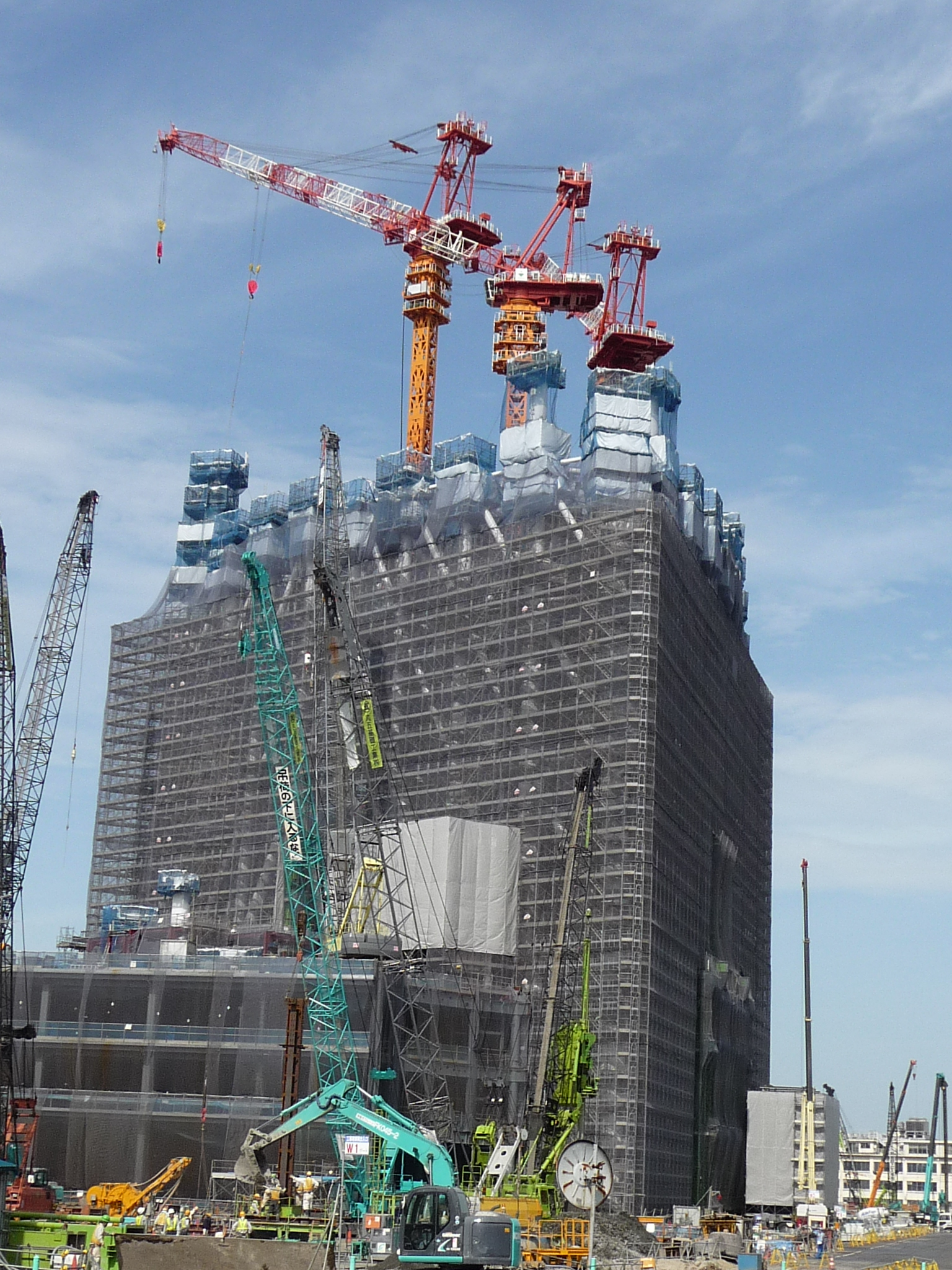
14 tháng 7 năm 2009 (76 m)
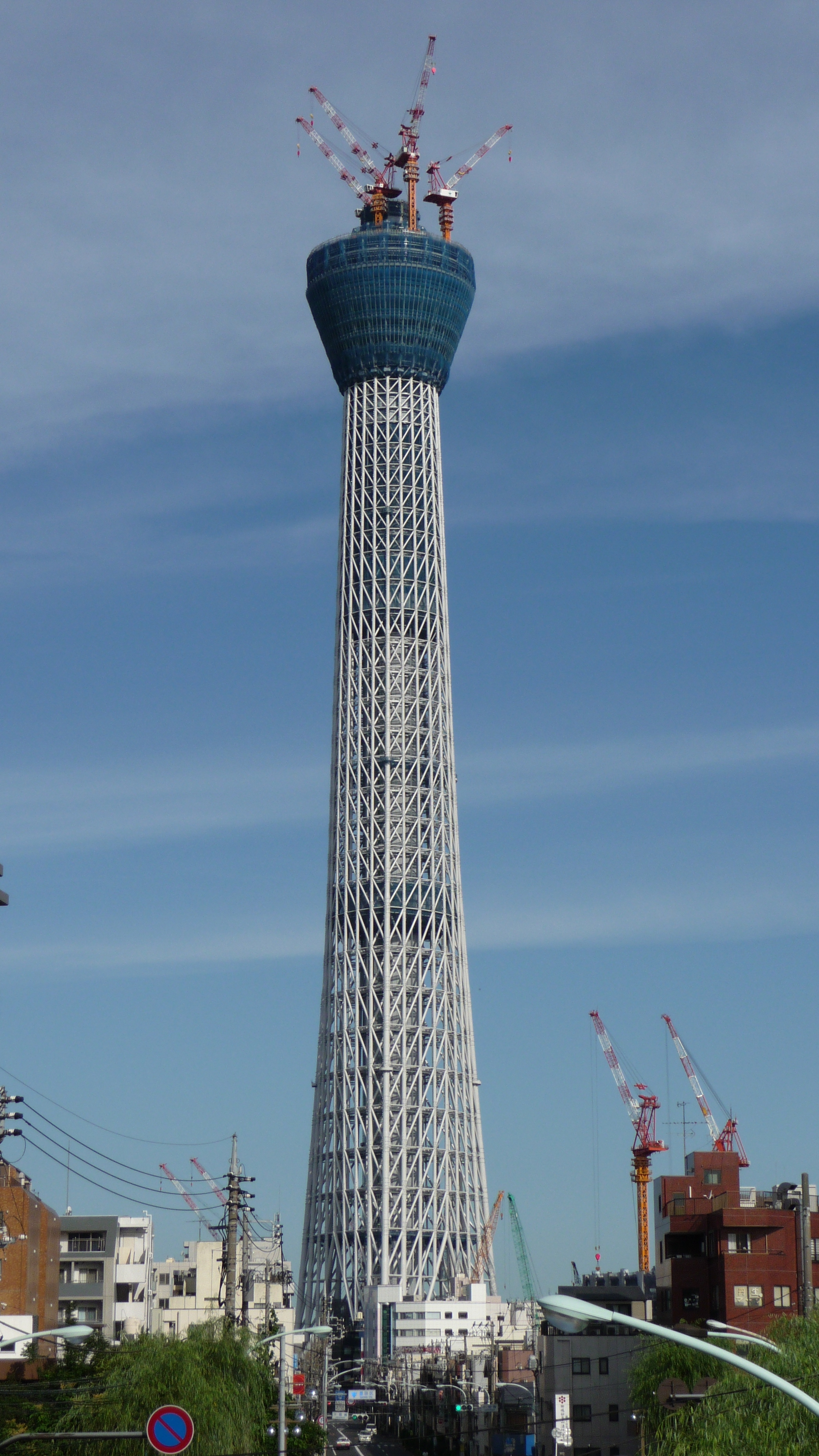
10 tháng 7 năm 2010 (398 m)
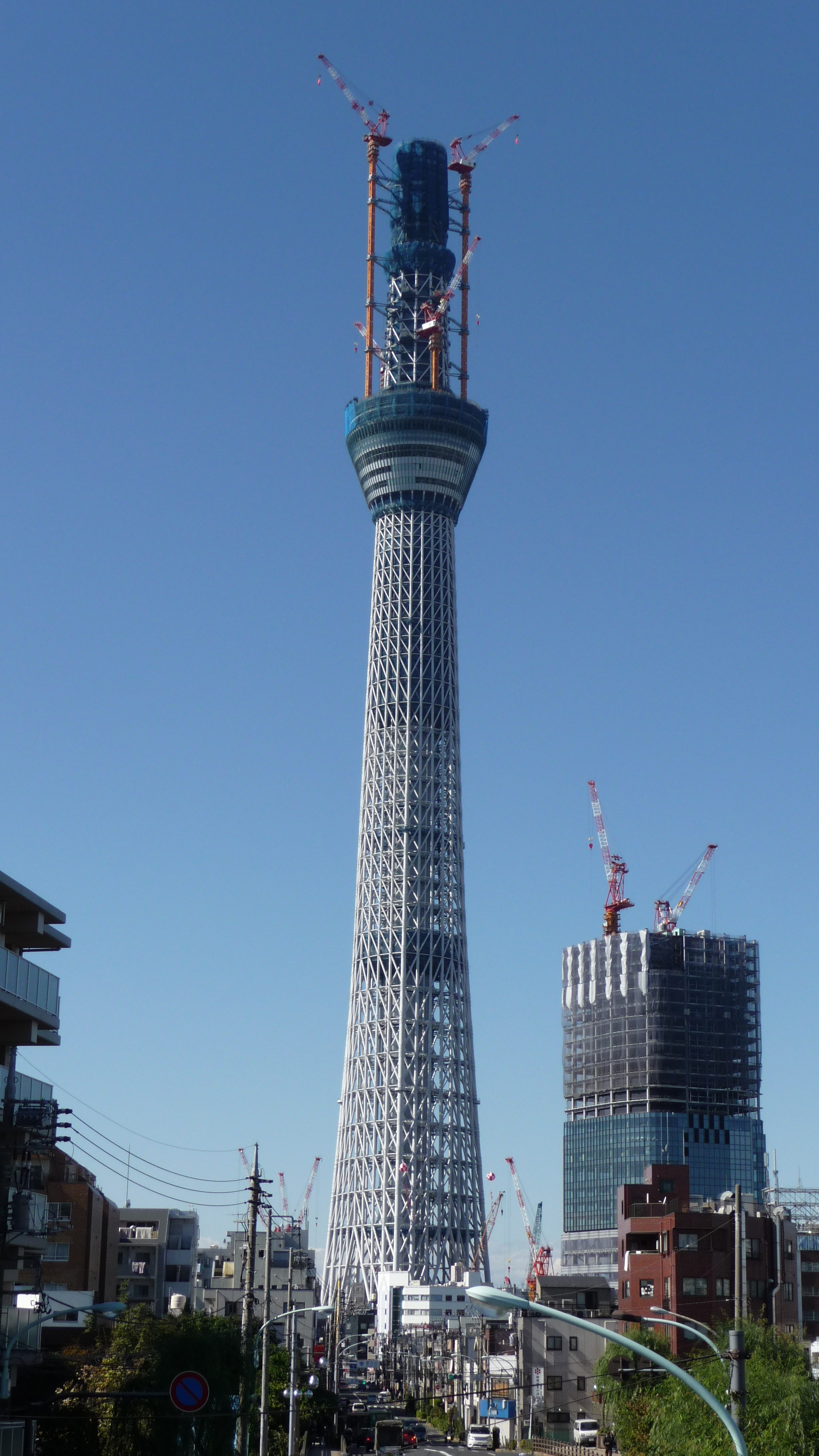
3 tháng 11 năm 2010 (497 m)
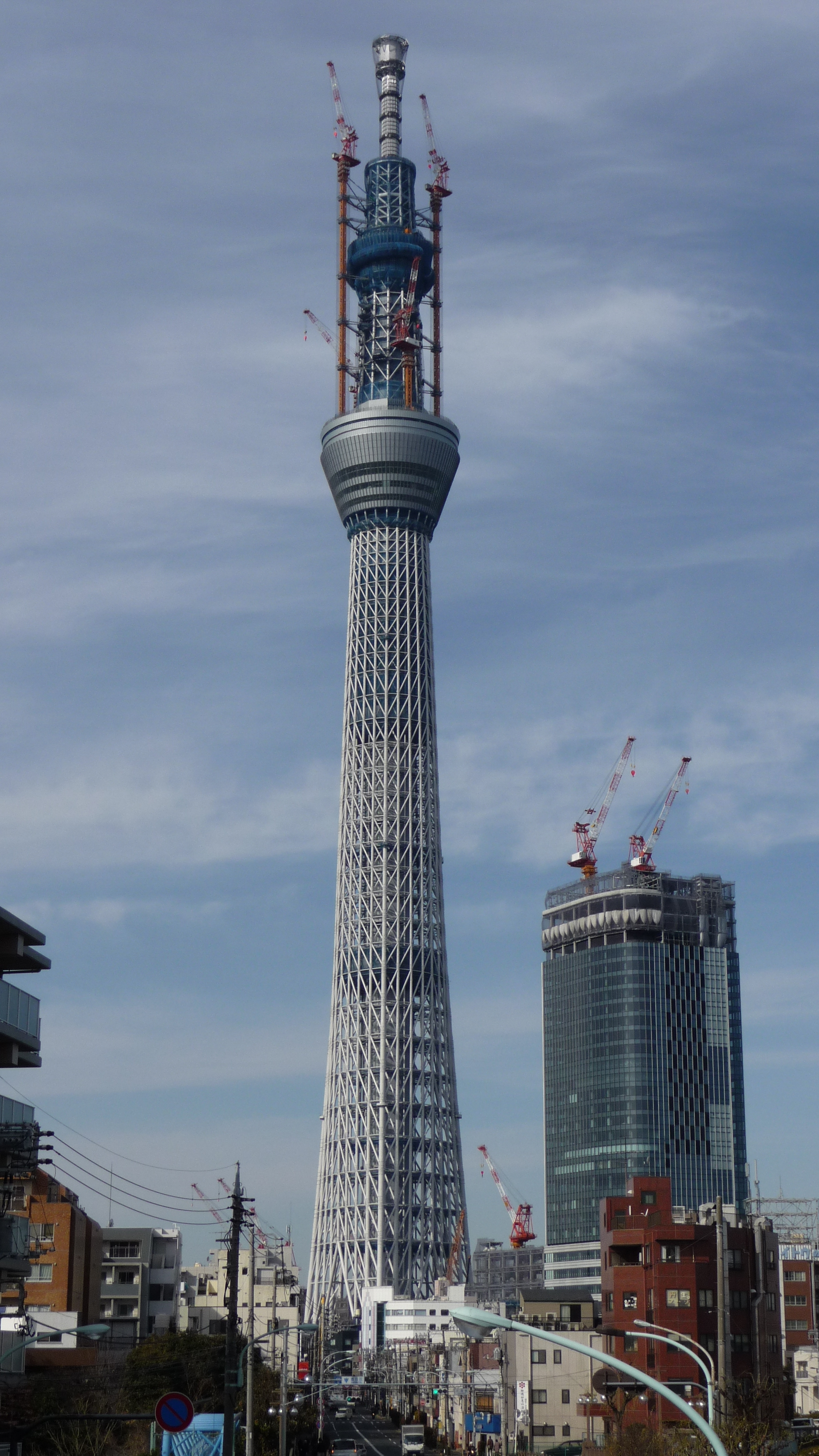
23 tháng 1 năm 2011 (559 m)